# All Pigs Must Die
All Pigs Must Die est un groupe de punk hardcore américain, originaire de Boston, dans le Massachusetts.

## Biographie
Le groupe est formé en 2010 et se compose du batteur Ben Koller (Converge), du chanteur Kevin Baker (The Hope Conspiracy) et des membres de Bloodhorse Matt Woods et Adam Wentworth, respectivement à la basse et à la guitare électrique. La même année, un EP éponyme sort sur Nonbeliever Records. Plus tard dans l'année, ils commencent à travailler sur leur premier album avec Kurt Ballou. Après avoir signé un contrat de disque avec Southern Lord en 2011, l'album God is War sort en été de la même année, suivi d'un deuxième album en été 2013, à nouveau produit par Ballou, sous le nom de Nothing Violates this Nature. En 2016, le groupe se produit entre autres au Hellfest. 
Les singles A Caustic Vision et Blood Wet Teeth sont extraits du troisième album Hostage Animal, sorti le 27 octobre 2017,. Sur cet album, la formation passe à un quintette avec l'arrivée du guitariste Brian Izzi (Trap Them). L'enregistrement de l'album a lieu au studio GodCity de Kurt Ballou. Izzi avait rejoint le groupe en 2017, All Pigs Must Die ayant déjà entretenu une relation étroite avec Trap Them les années précédentes. La même année, le groupe joue également pour la première fois à l'étranger.

## Style musical
Dans la biographie du groupe sur southernlord.com, Slayer, Trouble, les anciens Morbid Angel, GISM, Jesus Lizard, Bathory, les vieux Ulver, les vieux Sepultura, les philosophes Friedrich Nietzsche et Martin Heidegger, le naturaliste Charles Darwin, les sentiments de pessimisme, de peur, de haine et de paranoïa ainsi que le THC sont cités comme influences. Gregory Heaney d'AllMusic écrit à propos du groupe qu'il joue un mélange de heavy metal, de D-beat et de punk hardcore.
Wolf-Rüdiger Mühlmann de Rock Hard décrit God is War comme un mélange agressif de Discharge et d'Entombed. Il recommande cette musique aux fans de death metal, de crustcore et aux « thrashers qui, à cause de diverses chapelles néo-musulmanes, ont oublié que leur musique préférée tue, sabre et hache tout ». Dans une édition ultérieure, Mühlmann a écrit à propos de Nothing Violates this Nature que tout ce qu'il avait aimé dans l'album précédent avait soit partiellement, soit complètement disparu. On se concentre davantage sur le death metal et moins sur le punk et le punk hardcore, et les éléments rock 'n' roll ont presque complètement disparu. Pour le reste, on trouve, à côté de quelques chansons lentes, du grindcore et du heavy metal agressifs, certes parfaits sur le plan technique, mais joués sans émotion. D'un point de vue stylistique, le groupe est comparable à Hierophant. Gretha Breuer, du même magazine, qualifie Hostage Animal de metal-punk aux multiples facettes, « dans lequel on trouve de nombreuses idées et des modèles étrangers au genre ». L'album est un mélange de chansons épiques longues de cinq minutes et de chansons courtes et percutantes. Dans l'interview de Breuer, un numéro plus tard, le groupe déclare qu'il considérait Hostage Animal comme son album le plus dynamique à ce jour. L'arrivée d'Izzi permet de conquérir « beaucoup plus de terrain sur le plan sonore ». Les musiciens seraient influencés par différents musiciens, artistes, écrivains et cinéastes, chaque membre étant plus ou moins à l'aise avec l'influence des autres.
Joachim Hiller du fanzine Ox-Fanzine classe God is War dans la catégorie crustcore. Les textes abordent des thèmes comme l'athéisme et les génocides dans le tiers monde. L'album contient des « orgies de coups » entraînantes et convient aux personnes qui aiment écouter du « hardcore ultra dur, extrêmement rapide et apocalyptique », les chansons étant « dépourvues d'éléments metal gênants ». Dans une édition ultérieure, Hiller avait fait la critique de Nothing Violates this Nature et a décrit la musique comme étant sans compromis, très agressive et une « orgie de balles nihilistes ». Pour lui, le groupe est l'évolution logique du crustcore des années 1980 et 1990 vers un « hybride metal-hardcore ».
Anzo Sadoni du Metal Hammer classe Nothing Violates this Nature dans la catégorie du deathgrind extrême, mais qui tombe aussi souvent dans le doom metal et le sludge. Les chansons sont variées et ne se ressemblent pas. L'ambiance est nihiliste et noire. En résumé, il ne s'agit pas d'un « album pour les metalleux du week-end et les routards du death metal qui pensent que Debauchery est une merde extrême ». Quatre ans plus tard, Christina Wenig fait la critique de anglais : Hostage Animal et constate que le groupe est plus varié qu'auparavant, avec une musique « profondément noire, méchante et impie ». Dans l'ensemble, elle a relevé des éléments de punk hardcore, de grindcore, de sludge, de death metal et de thrash metal.

## Discographie
- 2010 : All Pigs Must Die (EP, Nonbeliever Records)
- 2011 : God is War (album, Southern Lord Records)
- 2012 : Curse of Humanity / Extinction is Ours (EP, Nonbeliever Records)
- 2013 : Silencer (EP, Nonbeliever Records)
- 2013 : Nothing Violates this Nature (album, Southern Lord)
- 2017  : Hostage Animal (album, Southern Lord)
- 2017 : A Caustic Vision (EP, auto-production)